# بروسونتة
البروسونتة (الاسم العلمي: Broussonetia) هي جنس من النباتات تتبع الفصيلة التوتية من رتبة الورديات.

## أنواع البروسونتة
- بروسونتة أليفة الصخور
- بروسونتة جميلة
- بروسونتة سيلانية
- بروسونتة غريفية
- بروسونتة كاملة الأوراق
- بروسونتة كورزية
- بروسونتة لوزونية
- بروسونتة هانجيانية
- بروسونتة هارمندية
- بروسونتة كامفرية
- بروسونتة كازينوكية
- بروسونتة ورقية